# あゆみ野 (石巻市)
あゆみ野（あゆみの）は、宮城県石巻市にある町丁。現行行政地名はあゆみ野一丁目からあゆみ野五丁目であり、全域で住居表示未実施。住民基本台帳に基づく人口は2,006人、世帯数は973世帯（2025年4月30日現在）。

## 地理
石巻市の西部に位置し、東松島市の市境沿いに位置している。

## 歴史
- 2018年（平成30年）8月25日 - 新蛇田南・新蛇田南第二地区被災市街地復興土地区画整理事業に伴い、門脇字青葉西・蛇田字上前沼・蛇田字新西前沼・蛇田字新沼田・蛇田字西沼田・蛇田字細田の各一部を分離し、あゆみ野一丁目からあゆみ野五丁目を設置[6]。

### 町名の変遷
| 実施後         | 実施年月日                | 実施前（各町名ともその一部）                                 |
| -------------- | ------------------------- | ------------------------------------------------------------ |
| あゆみ野一丁目 | 2018年（平成30年）8月25日 | 蛇田字新西前沼の一部 蛇田字上前沼の一部                      |
| あゆみ野二丁目 | 2018年（平成30年）8月25日 | 蛇田字新西前沼の一部 門脇字青葉西の一部                      |
| あゆみ野三丁目 | 2018年（平成30年）8月25日 | 蛇田字新西前沼の一部 蛇田字新沼田の一部 蛇田字新西前沼の一部 |
| あゆみ野四丁目 | 2018年（平成30年）8月25日 | 蛇田字新西前沼の一部 蛇田字上前沼の一部 蛇田字新沼田の一部   |
| あゆみ野五丁目 | 2018年（平成30年）8月25日 | 蛇田字新沼田の一部 蛇田字細田の一部 蛇田字西沼田の一部       |

## 世帯数と人口
2025年（令和7年）4月30日現在の世帯数と人口は以下の通りである。
| 町丁           | 世帯    | 人口    |
| -------------- | ------- | ------- |
| あゆみ野一丁目 | 227世帯 | 474人   |
| あゆみ野二丁目 | 220世帯 | 569人   |
| あゆみ野三丁目 | 197世帯 | 272人   |
| あゆみ野四丁目 | 263世帯 | 584人   |
| あゆみ野五丁目 | 66世帯  | 107人   |
| 計             | 973世帯 | 2,006人 |

## 小・中学校の学区
市立小・中学校に通う場合、学区は以下の通りとなる。
| 丁目           | 番・番地等 | 小学校             | 中学校             |
| -------------- | ---------- | ------------------ | ------------------ |
| あゆみ野一丁目 | 全域       | 石巻市立蛇田小学校 | 石巻市立蛇田中学校 |
| あゆみ野二丁目 | 全域       | 石巻市立蛇田小学校 | 石巻市立蛇田中学校 |
| あゆみ野三丁目 | 全域       | 石巻市立蛇田小学校 | 石巻市立蛇田中学校 |
| あゆみ野四丁目 | 全域       | 石巻市立蛇田小学校 | 石巻市立蛇田中学校 |
| あゆみ野五丁目 | 全域       | 石巻市立蛇田小学校 | 石巻市立蛇田中学校 |

## 施設
- 宮城県石巻合同庁舎
- 仙石線石巻あゆみ野駅